# チャップリンの勇敢
『チャップリンの勇敢』（Easy Street）は、チャーリー・チャップリンのミューチュアル社における9作目のサイレント映画。1917年公開。共演はエリック・キャンベル、エドナ・パーヴァイアンス、ヘンリー・バーグマン他。本作では、チャップリン扮する放浪者は警察官へ転身し、町の乱暴者を退治し、貧しい者を助け、女性を狂人から救いだし、町に平和を取り戻す。

## あらすじ
放浪者 (チャップリン)は、無法のはびこる貧民街 (Easy Street) の伝道所でミサに参加する。そこで美しい娘 (エドナ) に説得されて改心する。心を入れ替えた彼は、警察署の前に張り出してある警察官募集の広告を見て、警察官になり、町の乱暴者 (キャンベル) をガス灯のガスで気絶させて逮捕に成功する。その後、逃げ出した乱暴者を再び逮捕するために奮闘する放浪者は、麻薬中毒者に捕まった娘を救うなどの大活躍により、町に平和をもたらす。

## チャップリンの本作についての発言
公開前にチャップリンは本作で警官に扮したことについて、以下のとおり述べている。

## キャスト
- 放浪者：チャーリー・チャップリン
- 伝道活動をしている娘：エドナ・パーヴァイアンス
- 町の乱暴者：エリック・キャンベル
- 牧師・警官 (二役)：アルバート・オースチン
- 麻薬中毒者：ロイド・ベーコン 、ウィリアム・ギレスピー（英語版）
- アナキスト：ヘンリー・バーグマン
- 警官：フランク・J・コールマン、レオ・ホワイト、トム・ウッド[注 1]
- 乱暴者の妻：シャーロット・ミノー
- 伝道所の訪問者・警官 (二役)：ジョン・ランド、ジェームズ・T・ケリー
- 小柄の子沢山の父親・警官 (二役)：ロイヤル・アンダーウッド
- 彼の妻：ジャネット・ミラー・サリー
- その子供：エリッヒ・フォン・シュトロハイム・ジュニア

### 日本語吹替
| 俳優                     | 日本語吹替 |
| ------------------------ | ---------- |
| チャールズ・チャップリン | 羽佐間道夫 |
| エドナ・パーヴァイアンス | 野沢雅子   |
| エリック・キャンベル     | 宝亀克寿   |
| （ナレーター）           | 近石真介   |

- 初回放送2014年11月23日スター・チャンネル[3]

この作品はサイレント映画だが、チャップリンのデビュー100周年を記念し、日本チャップリン協会監修のもと、日本語吹替が製作された。